# Prière sacerdotale
La Prière sacerdotale est la prière que Jésus fait à son Père à la fin du Discours d'adieu qui suit le lavement des pieds. Elle occupe tout le chapitre 17e de l’Évangile selon Jean. Y assumant implicitement le rôle de grand-prêtre (sans que le mot soit employé) Jésus, à l’approche de sa mort (Passion), se perçoit mystiquement tout à la fois comme  prêtre et offrande à Dieu, dans le sacrifice ultime de sa vie pour la Rédemption du monde. 

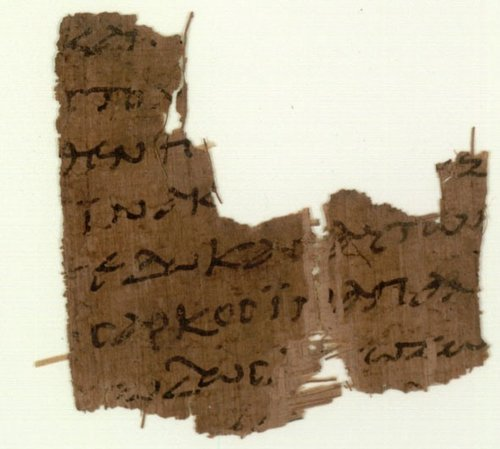
Les premiers versets du chapitre 17 de l'Évangile selon Jean, sur papyrus 107 (IIIe siècle)

## Origine de l’expression
Les Pères de l'Église, tel Cyrille d'Alexandrie (Ve siècle), soulignaient déjà le caractère sacerdotal du chapitre 17 de l’Évangile de Jean. Le théologien du Moyen Âge, Rupert de Deutz († 1129) est explicite lorsqu’il parle de Jésus comme ‘prêtre propitiatoire’ autant que ’offrande de propitiation’. C’est cependant le théologien luthérien David Chytraeus (1530-1600) qui parle de chapitre comme étant la ‘Prière sacerdotale’ de Jésus. Il est repris depuis par tous les exégètes et théologiens.

## Du discours à la prière
Après le discours d’adieux à ses apôtres (chapitres 14 à 16) qui suit le lavement des pieds (ch. 13) dans l’Évangile de Jean, Jésus change de ton au chapitre 17. Il ne s’adresse plus à ses apôtres mais à son Père : « Levant les yeux au ciel il dit : Père, l'heure est venue… » (Jn 17,1). Il s’agit d’une prière.

## La prière

### Adresse et expiation
Lors de la fête de l’Expiation le grand-prêtre d’Israël suivait un rituel défini tel qu’on le trouve fixé dans le Lévitique, un des cinq premiers livres de la Bible (aux chapitres 16 et 23). Les sacrifices expiatoires d’animaux sont offerts d’abord pour le grand-prêtre lui-même, puis pour la classe sacerdotale (sa maison) et enfin pour le peuple d'Israël. Jésus reprend le même schéma. Il prie pour lui-même (Jn 17,1-5) et demande : « Père, glorifie ton Fils… ». Ensuite il prie pour ses apôtres : « ceux que tu as tiré du monde pour me les donner (…). Je prie pour eux… Garde en ton nom ceux que tu m’as donnés… » (Jn 17,6-19), et finalement pour le peuple, la nouvelle nation de ceux qui croient : « Je ne prie pas pour eux seulement [les apôtres] mais pour ceux-là aussi qui grâce à leur parole croiront en moi. Que tous soient un… » (Jn 17,20-26).
Suivant ainsi l’institution de l'Eucharistie, la prière actualise et anticipe le sacrifice définitif d’expiation qui sera vécu sur la croix par Jésus, comme prêtre et victime, scellant définitivement le pardon et la réconciliation entre Dieu et les hommes, et créant le nouveau peuple de Dieu par cette nouvelle alliance. Il n’y aura plus ni sacrifice sanglant ni temple sacré. Jésus est prêtre, sacrifice et temple.

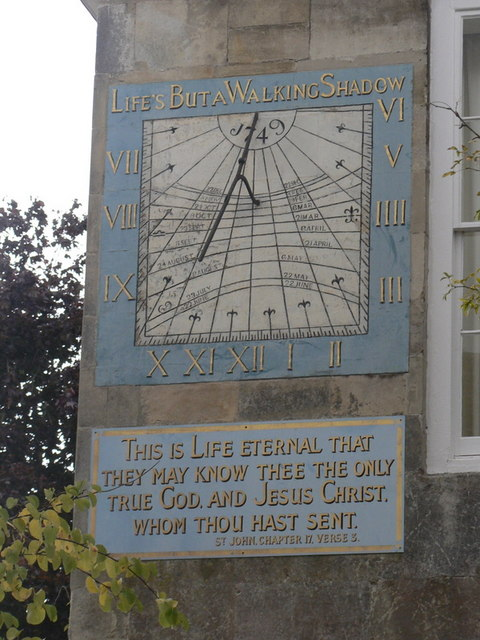
Le verset 3 de la 'prière sacerdotale' sur le mur d'une maison à Malmesbury (Angleterre).

### Thèmes de la prière sacerdotale
- Connaissance. Le mot "connaitre" revient 7 fois dans la prière. La consécration à Dieu donne la connaissance de Dieu. Ce mot est à comprendre dans son sens sémitique plutôt que grec. Non pas une connaissance intellectuelle ou conceptuelle. Mais un "naitre-avec", comme un homme "connaît" sa femme. C’est cela la vie éternelle.

- Consécration. Jésus prie pour que ses disciples soient  « consacrés dans la vérité » (Jn 17,17). Consacrer, c'est "rendre sacré", c'est-à-dire séparer du profane et faire appartenir à Dieu. C’est la sanctification au sens le plus profond, Dieu seul étant "Saint". Triple consécration : le Père a envoyé le Fils et l’a consacré (Jn 10,36). Jésus se « consacre lui-même [dans le sacrifice de sa mort] pour qu’ils soient eux aussi [les disciples] consacrés en vérité » (Jn 17,19). La consécration est en même temps séparation et mission : retirés du monde pour y être envoyés : « je les ai envoyés dans le monde » (Jn 17,18).

- Nom de Dieu. Jésus se révèle comme le nouveau Moïse : « je leur ai fait connaitre ton Nom » (Jn 17,26). Un Dieu qui donne son Nom, dont le Nom est révélé, est un Dieu qui se laisse invoquer et qui entre en relations. Il est présent parmi les hommes. Qui voit Jésus voit le père (Jn 14,9). Dieu entre de manière radicalement nouvelle dans le monde des hommes : par et dans la personne de Jésus. Immanence inouïe du divin.

- Unité. Cela revient quatre fois. Unité du Père et du Fils. Unité de « eux en nous » (Jn 17,21). Et « Que tous soient un comme toi, Père, tu es en moi et comme je suis en toi, afin qu'eux aussi soient [un] en nous » (Jn 17,21). Une unité (visible) et union qui va au-delà du groupe des disciples proches : « Je ne prie pas pour eux seulement, mais encore pour tous ceux qui croiront en moi à travers leur parole » (Jn 17,20). Ce thème de l'unité est toujours couplé avec celui de l’envoi en mission dans le monde : « afin que le monde croie que tu m'as envoyé » (Jn 17,21). L’unité est créée par la parole de l’annonce. Dans l’unité des disciples la vérité de la mission devient visible : « Je leur ai donné la gloire que tu m'as donnée afin qu'ils soient un comme nous sommes un, moi en eux et toi en moi, afin qu'ils soient parfaitement un et qu'ainsi le monde reconnaisse que tu m'as envoyé et que tu les as aimés comme tu m'as aimé. » (Jn 17,22-23).

Enfin, dans ce thème de l'unité, s'entrevoient en filigrane les mystères de la nature divine du Christ et de son Incarnation, ainsi que celui de la Trinité : « Père, je veux que là où je suis ceux que tu m'as donnés soient aussi avec moi afin qu'ils contemplent ma gloire, la gloire que tu m'as donnée parce que tu m'as aimé dès avant la création du monde. » (Jn 17,24).
- Donner. Le verbe conjugué revient 10 fois. Ce verbe donne toute son importance au texte. Le Don est plus important que tout. Il est don lui-même, don de Dieu, source de tous les dons.

## Source
- Joseph Ratzinger, Jésus de Nazareth, de l’entrée à Jérusalem à la Résurrection, Éd. Parole et Silence, 2012, 360 p.